# 고려대로
고려대로(高麗大路)는 서울 성북구의 도로이다. 본래 도로명은 인촌로(仁村路)였으나 친일 논란으로 개칭되었다.